# Lophomastix japonica
Lophomastix japonica is een tienpotigensoort uit de familie van de Blepharipodidae. De wetenschappelijke naam van de soort is voor het eerst geldig gepubliceerd in 1889 door Duruflé.